# Malaspinové
Malaspinové (italsky Malaspina) je italský šlechtický rod. 

## Historie rodu

Erb Malaspinů od kvetoucí trnky

Erb Malaspinů od suché trnky

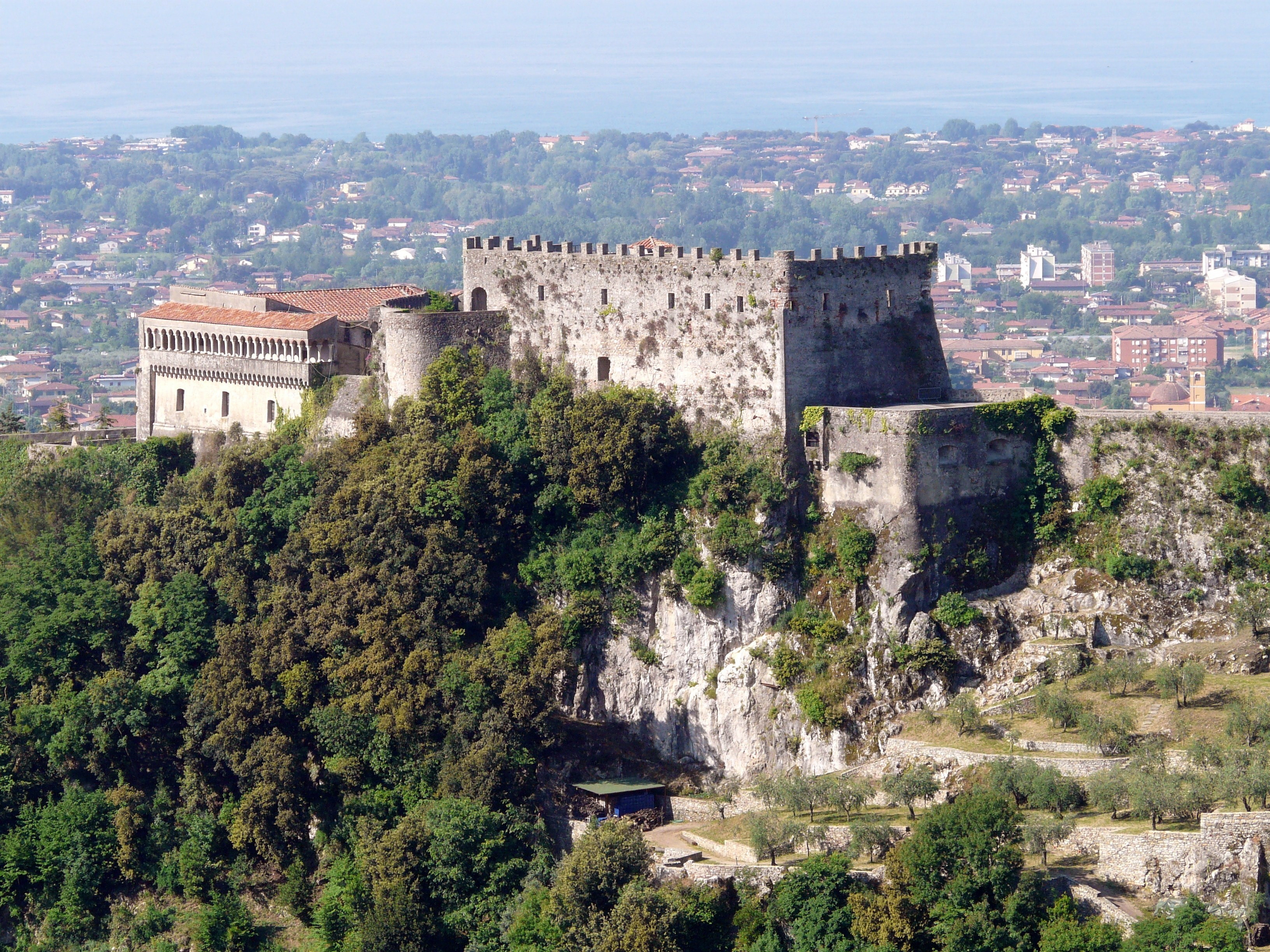
Hrad Malaspina, hlavní sídlo vládců Massy a Carrary

Jejich praotcem je Adalberto Malaspina († 1140), který pocházel z mocného severoitalského rodu Obertenghiů. Malaspinové se během staletí rozdělili do řady větví, z nichž některé existují dodnes. V průběhu staletí vlastnili statky na různých místech zejména v severní Itálii. 
Dvě hlavní větve rodu jsou Malaspina dello Spino Secco (Malaspinové od suché trnky) a Malaspina dello Spino Fiorito (Malaspinové od kvetoucí trnky), a ty se obě poté dělily dále. 
Svatbou Ricciardy Malaspinové s vévodou z Ferentilla Lorenzem (1500–1549), synem papežského levobočka Franceschetta Cyba, dále vznikl rod Cybo-Malaspina (Cybo-Malaspinové), který od 15. do 19. století ovládal knížectví a později vévodství Massa-Carrara a jehož příslušníci zastávali důležitá místa v hierarchii římskokatolické církve.

## Osobnosti rodu
Z rodu Malaspinů mimo jiné pocházel významný mořeplavec Alessandro Malaspina.
- Jakub I. Malaspina (1445-1481) markýz z Massy a pán z Carrary od roku 1473
- Alberich II. Malaspina (1481-1519)
- Richarda Cybo-Malaspinová (1519-1546) a (1547-1553)
- Giulio I. Cybo-Malaspina (1546-1547)
- Alberich I. Cybo-Malaspina (1524-1623) markýz z Massy a Carrary od roku 1558, potom kníže z Massy a Carrary od roku 1568
- Karel I. Cybo-Malaspina (1623-1662)
- Alberich II. Cybo-Malaspina (1662-1690) vévoda z Massy a kníže z Carrary od roku 1664
- Karel II. Cybo-Malaspina (1690-1710)
- Alberich III. Cybo-Malaspina (1710-1715)
- Aleram Cybo-Malaspina (1715-1731)
- Marie Tereza Cybo-Malaspinová (1731-1790)